# Multinational Force and Observers

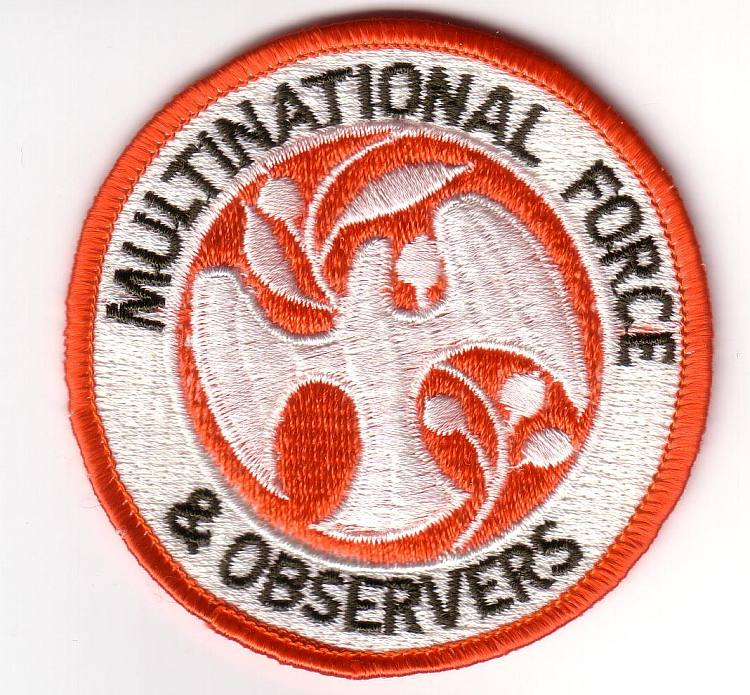
Znak MFO

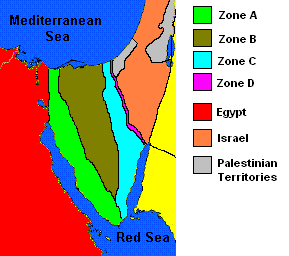
Zóny stanovené mírovou smlouvou

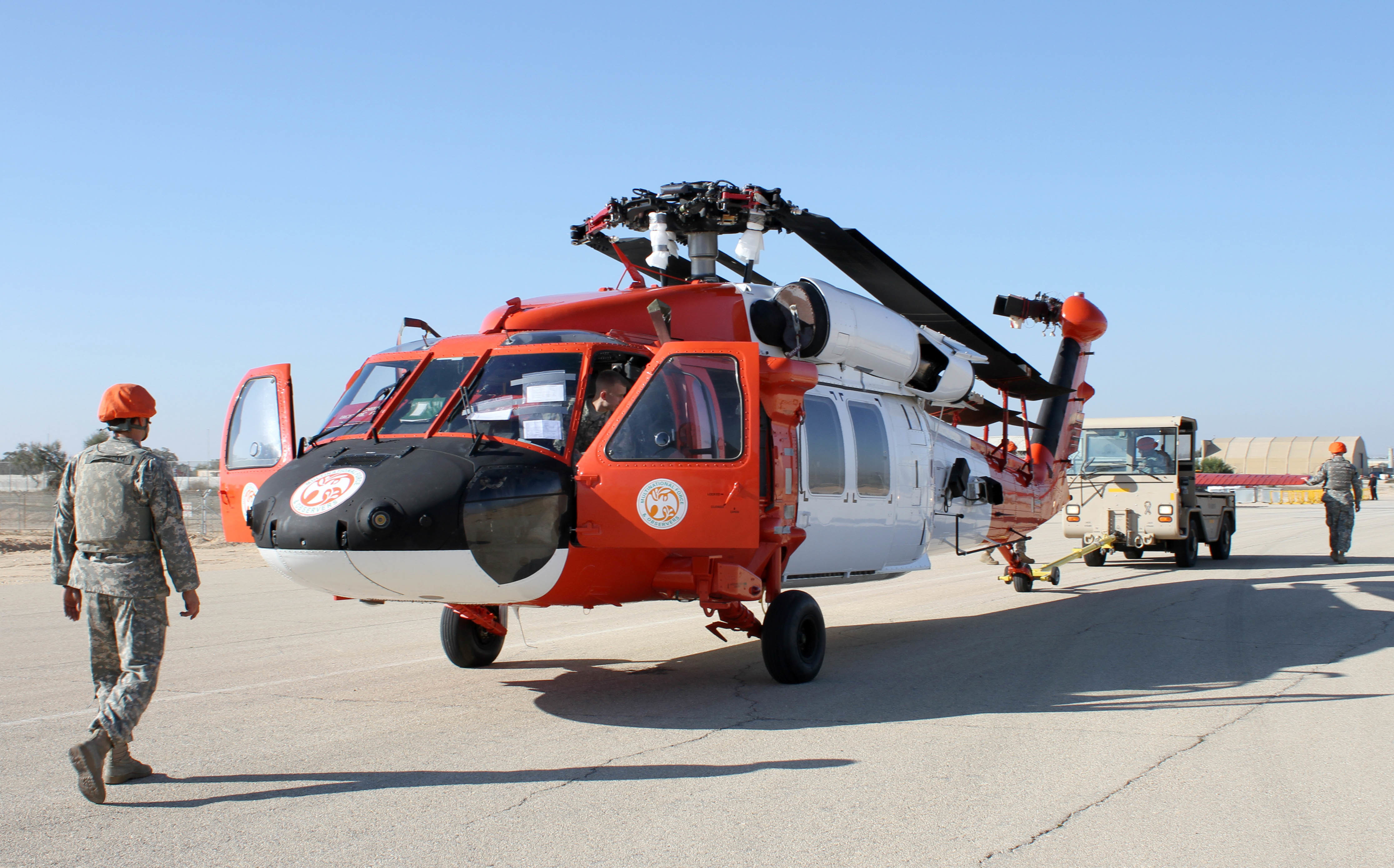
Vrtulník UH-60 v barvách MFO

Multinational Force and Observers (MFO; Mnohonárodní síly a pozorovatelé) je mezinárodní organizace se sídlem v Římě, jejíž mise na Sinajském poloostrově dohlíží od dubna 1982 na dodržování podmínek egyptsko-izraelské mírové smlouvy. MFO zajišťuje provoz kontrolních a propouštěcích míst, hlídkovou a pozorovatelskou činnost na Sinaji a podél hranic Egypta s Izraelem a volnou plavbu přes Tiránský průliv.

## Kontingenty
V roce 2020 byly součástí MFO kontingenty 13 států s autorizovanou silou 1154 vojáků:
- Austrálie (AUSCON) 27 příslušníků
- Česko (CZECON) 18
- Fidži (FIJICON) 170
- Francie (FRENCHCON) 1
- Itálie (ITCON) 78
- Japonsko (JAPCON) 2
- Kanada (CANCON) 55
- Kolumbie (COLCON) 275
- Norsko (NORCON) 3
- Nový Zéland (NZCON) 30
- Spojené království (BRITCON) 2
- Spojené státy americké (USCON) 452
- Uruguay (URCON) 41

### CZECON
Armáda České republiky od roku 2009 vysílá 3 důstojníky na velitelství mise a od roku 2013 také leteckou jednotku s transportním letounem CASA C-295 a 15 vojáky.
Při havárii vrtulníku UH-60 Black Hawk u ostrova Tirán v Tiránském průlivu přišlo dne 12. listopadu 2020 o život sedm z osmi osob na palubě – 5 Američanů, 1 Francouz a 1 Češka, rotmistryně Michaela Tichá, první česká vojákyně, která zahynula na zahraniční misi. Michaela Tichá, in memoriam povýšená do hodnosti štábní praporčice, sloužila u Vzdušných sil AČR od roku 2017 jako mladší pracovník štábu 242. transportní a speciální letky. MFO se účastnila na pozici mladší specialista 17. letecké jednotky.